# Comtat de Kronoberg
El Comtat de Kronoberg, o Kronobergs län, és un comtat o län al sud de Suècia. Fa frontera amb els comtats d'Escània, Halland, Jönköping, Kalmar i Blekinge.

## Municipis

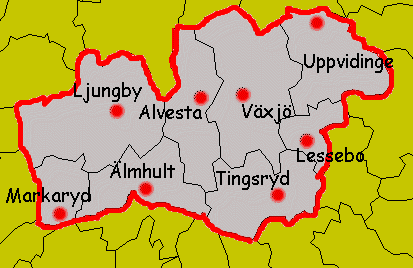
Municipis del comtat de Kronoberg

- Alvesta
- Lessebo
- Ljungby
- Markaryd
- Tingsryd
- Uppvidinge
- Växjö
- Älmhult